# Markus Gustafsson
Markus Karl Bengt Gustafsson (sinh ngày 6 tháng 3 năm 1989) là một cầu thủ bóng đá người Thụy Điển thi đấu cho IF Brommapojkarna ở vị trí tiền vệ.